# 少年院
少年院（しょうねんいん）は、保護処分の執行を受ける者及び少年院において拘禁刑の執行を受けることとされた者を収容するための施設。法務省矯正局が所管する。旧称・矯正院。
年少の倒語で呼称されることもある。

## 概要

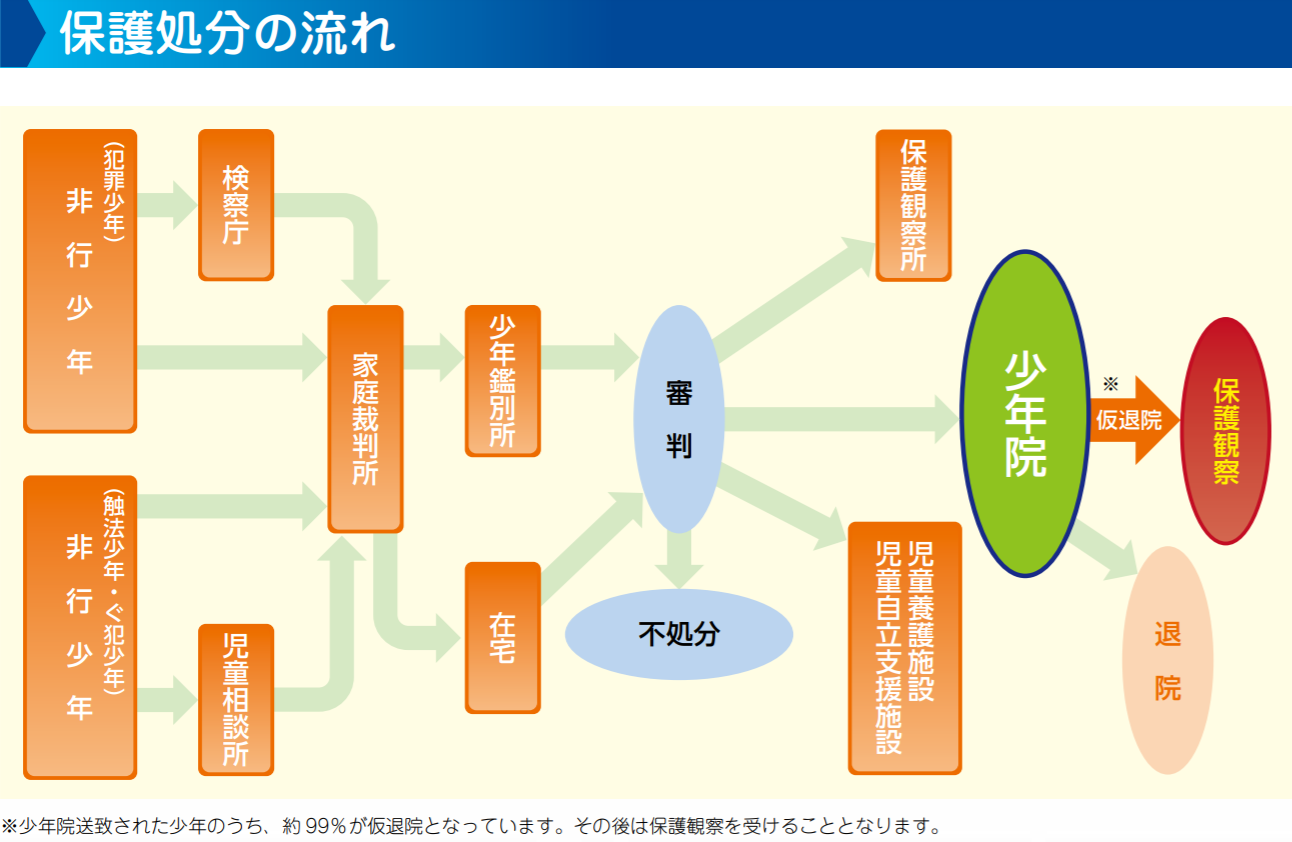
保護処分の流れ

少年院の在院者には保護処分在院者と受刑在院者がある（少年院法2条1号）。
保護処分在院者とは少年法上の保護処分の執行を受けるため少年院に収容されている者をいう（少年院法2条2号）。
受刑在院者とは、少年法第56条第3項の規定により拘禁刑の執行を受けるため少年院に収容されている者又は国際受刑者移送法第16条第1項各号の共助刑の執行を受けるため少年院に収容されている者をいう（少年院法2条3項）。前者は懲役や禁錮の言渡しを受けた16歳に満たない者のうち、少年院での矯正教育が有効と認められたものであり、16歳に達するまで収容することができる（16歳になっても刑期が満了していない場合は少年刑務所に移送される）。少年院送致の処分は警察や裁判所に前歴が残るだけで前科にはならない。
素行不良の幼少者を収容し、従来の生活環境から切り離して教育を施す施設としては、少年院以外にも児童自立支援施設（旧称・教護院）があるが、児童自立支援施設は、家庭裁判所の保護処分以外にも、知事や児童相談所長といった児童福祉機関による児童福祉法上の措置として入所する場合がある点で異なる。
家庭裁判所がいずれの施設に入院・入所させるかを判断する際には、その少年に対する教育効果を上げるためには、規律ある生活を送らせるのがよいのか、家庭的な雰囲気で成長を促進させるのがよいのかという視点が重要とされており、前者に該当する場合、少年院への入院が選択される。
法務省によると、2018年に少年院に入った2,108人の学歴は、中学在学7.5％、中学卒業25.3％（533人）、高校在学17.8％、高校中退40.9％（862人）、高校卒業5.5％、その他2.9％で、少年院を出た2,156人のうち295人が進学や復学を希望しても行き先が決まらなかった。
1993年に、日本で初めて、日本語と日本の社会規範とを教える「国際科」が久里浜少年院に設置された。

## 種類

### 現行法

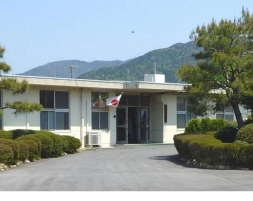
京都医療少年院（京都府宇治市）

2022年（令和4年）4月施行の現行少年院法第4条第1項は、次の5種類に区分すると規定している。これは、少年法等の一部を改正する法律（令和3年法律第47号）による改正で、2015年（平成27年）6月施行の少年院法第4条第1項による区分に、第五種を追加したものである。性別により分離する（第5条第2項）とされているが、旧法（第2条第6項）と異なり施設そのものの分離は規定していない。また適当と認めるときは、居室外に限り、分離しないように(第5条第3項)なっている。旧法では下記のように「初等，中等，特別及び医療」とし、初等と中等は16歳という年齢での区分になっているが、16歳で一律区分することは合理性がないことから統合し第一種とした。「特別」は、犯罪傾向の進んだ者が収容されていたが、この語が他者からも自らもスティグマを与える（または箔付けになる）結果となっていることから、名称を第二種少年院に変更した。また第四種は、従前は類別としては存在していなかった。個々の少年院の種類は、少年院法第4条第2項により「法務大臣は、各少年院について、一又は二以上の前項各号に掲げる少年院の種類を指定する。」となっており、具体的には「少年院種類表（平成27年法務省告示第299号）」により指定されている。
第一種少年院
心身に著しい障害がないおおむね12歳以上23歳未満の者を収容する。旧法の初等少年院と中等少年院に相当。
第二種少年院
心身に著しい障害がない犯罪的傾向が進んだおおむね16歳以上23歳未満の者を収容する。旧法の特別少年院に相当。
第三種少年院
心身に著しい障害があるおおむね12歳以上26歳未満の者を収容する。旧法の医療少年院に相当。少年院法で「医療少年院」に該当するのは全国で京都医療少年院（京都府宇治市）の1ヶ所のみ。
宮川医療少年院（三重県伊勢市）は「治療的教育」を行う「少年院版の特別支援学校」である。中津少年学院（大分県中津市）を含め、この2か所は第三種少年院に該当しない。
国際法務総合センター内（東京都昭島市）に東日本少年矯正医療・教育センターを設置しているため、関東医療少年院と神奈川医療少年院の機能を移転集約した。
第四種少年院
少年院において刑の執行を受ける者を収容する。
第五種少年院
少年法第64条第1項第2号の保護処分の執行を受け、かつ、同法第66条第1項の規定による決定を受けた者。これは、少年法等の一部を改正する法律（令和3年法律第47号）による改正で、特定少年（18歳以上の少年）について改正があり、その中で特定少年について第64条第1項第2号の保護処分（2年間の保護観察）を受け、遵守すべき事項を遵守しなかつたと認められる事由があり、その程度が重く、かつ、少年院において処遇を行わなければ本人の改善及び更生を図ることができないと認めるときは、少年院に収容する旨の決定をしなければならないとされたことを受けたものである。

### 旧法
2015年（平成27年）5月までの旧少年院法では、少年院は次の4種類とされていた（同法2条1項 - 5項）。医療少年院を除けば、それぞれに男子と女子に別々の施設が設けられる（同条6項）。女子を収容する少年院は、正式名称ではないが女子少年院とも呼ばれ、名古屋矯正管区を除く全矯正管区内に少なくとも1箇所ずつ置かれている。
初等少年院
心身に著しい故障のない、おおむね12歳以上おおむね16歳未満の者を収容する。
中等少年院
心身に著しい故障のない、おおむね16歳以上20歳未満の者を収容する。
特別少年院
心身に著しい故障はないが犯罪傾向の進んだ、おおむね16歳以上23歳未満の者を収容する。ただし、16歳未満の少年院収容受刑者も収容できる。
医療少年院
心身に著しい故障のある、おおむね12歳以上26歳未満の者を収容する。

## 矯正教育

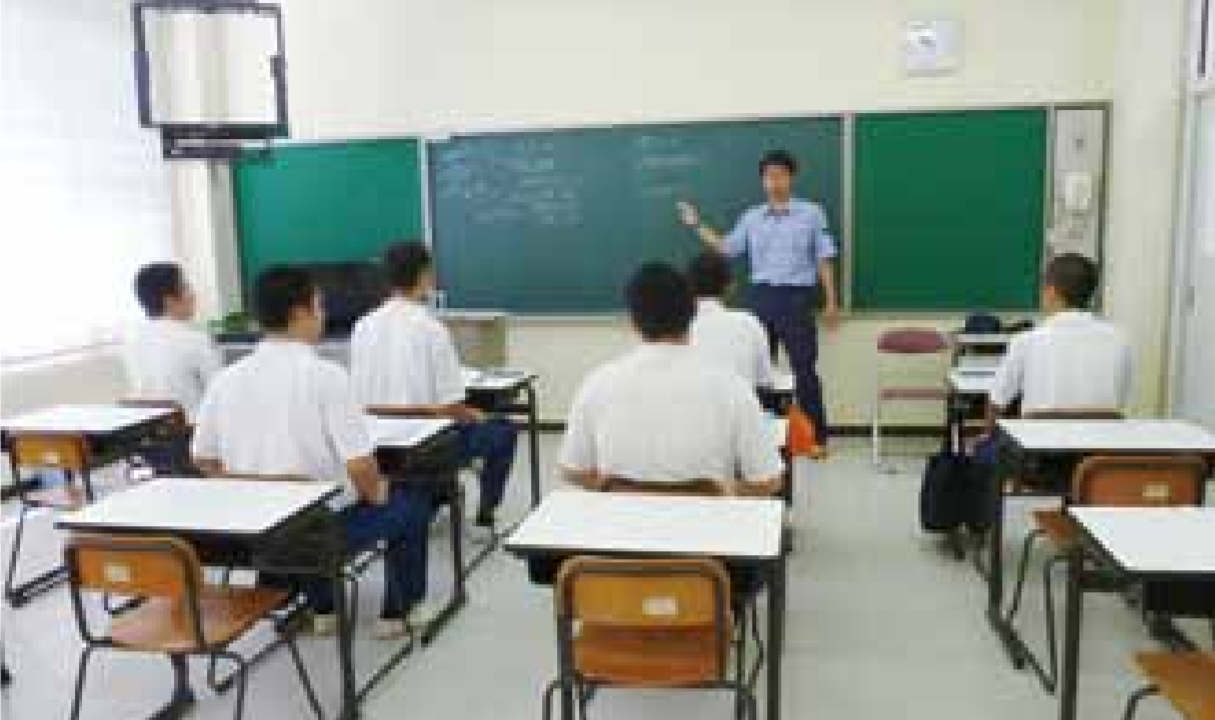
法務教官による教科指導

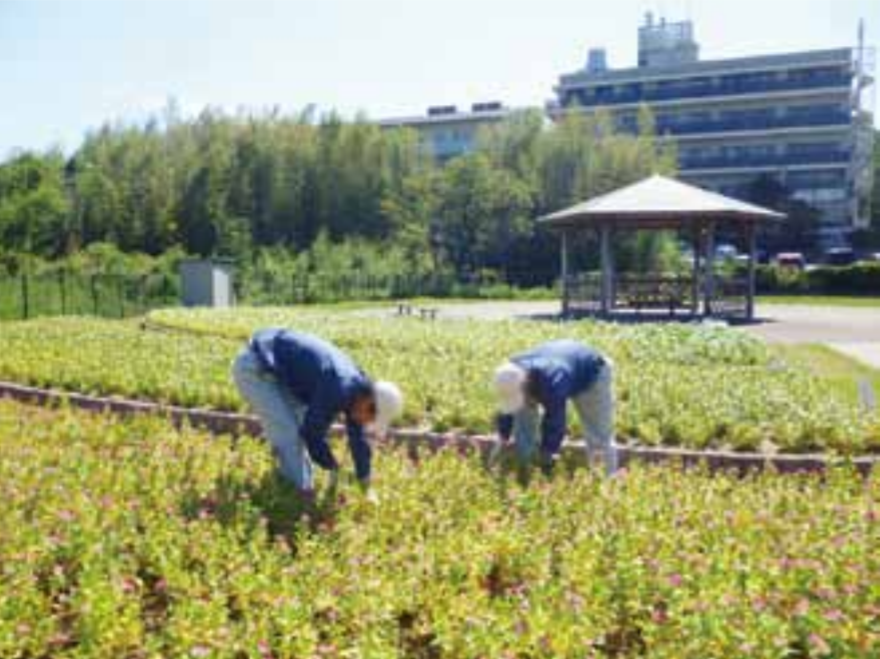
社会貢献活動

少年院は、収容者に矯正教育を授ける（同法1条）。少年院の矯正教育は、在院者を社会生活に適応させるため、生活指導、教科（義務教育に準ずる教科）、職業補導、適当な訓練、医療を授けるものとされている（同法4条）。そのため、少年刑務所などとは定義が全く異なる。
担当のスタッフは、法務教官又は法務技官（心理技官）である。

## 処遇課程

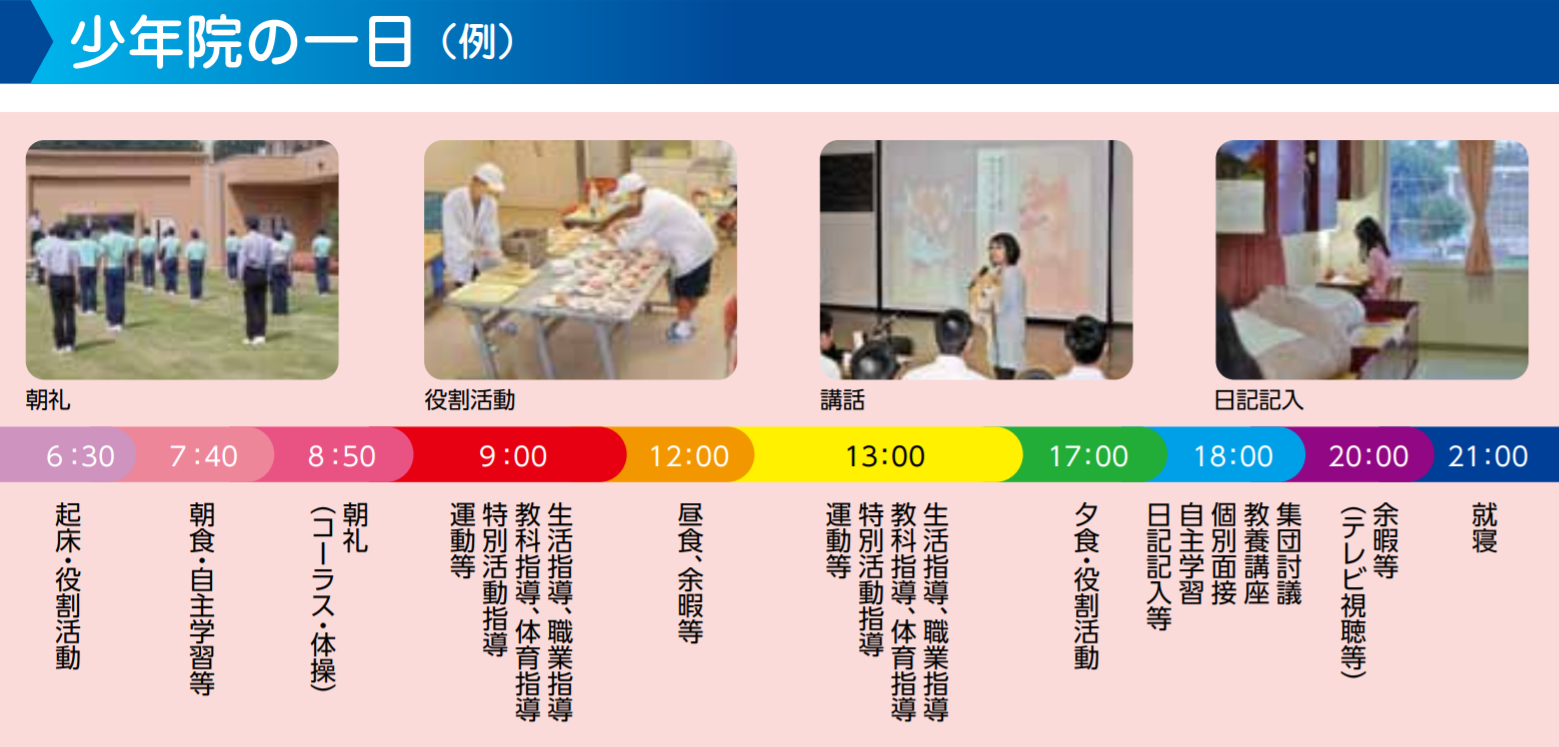

少年院の処遇課程には、特修短期処遇（4か月以内での仮退院を目指す矯正教育メニュー）、一般短期処遇（6か月以内程度での仮退院を目指す矯正教育メニュー）、長期処遇（12か月以内程度での仮退院を目指す矯正教育メニュー）、超長期処遇（12か月以上かけて矯正教育を授けるメニュー）があり、これらの処遇課程の振り分けは、短期処遇については、家庭裁判所の処遇勧告に従うのが原則とされ、長期処遇については、比較的長期（18か月程度）や相当長期（24か月以上）などの勧告を尊重することとされる。
少年院の中でも、特に一般短期処遇や特修短期処遇の者を収容する施設や女子少年院では、例えば○○学院、○○学園、○○女子学園などのように、在院者が社会復帰後、履歴書に在院歴を記載しても殊更に目立たないような配慮がなされている。職業訓練を実施する少年院には、○○技能訓練所という別称があり、資格証明書などを発行する際に用いられている。

## 主な事件・事故
- 1949年（昭和24年）12月31日 - 浪速少年院の収容者が鉄格子を金鋸で切断、26人が集団逃走[10]。
- 1950年（昭和25年）
  - 2月11日 - 四国少年院の鉄格子が切断されて46人が集団逃走。
  - 3月3日 - 再び四国少年院の鉄格子が切断されて21人が集団逃走。
- 1953年（昭和28年）
  - 1月4日 - 宇都宮少年院で、7人が寮の天井に放火して集団逃走[11]。
  - 4月14日 - 八街少年院から10人が集団逃走。
  - 4月14日 - 新光学院で収容者が騒擾。7人が集団逃走。
- 1954年（昭和29年）
  - 8月26日 - 印旛少年院で収容者が暴動。施設が破壊され、職員が暴行を受けたため初めてガス銃が使用された。76人が集団逃亡（日本の少年院としては最多）[12]。
- 1955年（昭和30年）
  - 3月6日 - 静岡少年院で収容者が騒擾。35人が集団逃亡[13]。
  - 4月8日 - 美保少年院で収容者の不正喫煙が原因で火災が発生。寮1棟が焼失。
  - 4月12日 - 佐世保少年院で収容者が放火。寮1棟が焼失。
- 1956年（昭和31年）
  - 1月28日 - 岐阜少年院で火災。寮1棟が焼失[14]。
- 1958年（昭和33年）
  - 5月5日 - 新光学院（新光少年院）で対立する少年が乱闘。騒ぎの中で28人が集団逃走[15]。

## 少年院一覧
| 施設名                           | 所在地                           | 種類別                                 |
| -------------------------------- | -------------------------------- | -------------------------------------- |
| 北海少年院                       | 北海道千歳市大和4-746-10         | 第一種、第二種、第五種                 |
| （紫明女子学院）                 | 北海道千歳市大和4-662-2          | 第一種、第二種、第五種                 |
| 盛岡少年院                       | 岩手県盛岡市月が丘2-15-1         | 第一種、第五種                         |
| 東北少年院                       | 宮城県仙台市若林区古城3-21-1     | 第一種、第五種                         |
| （青葉女子学園）                 | 宮城県仙台市若林区古城3-24-1     | 第一種、第二種、第五種                 |
| 茨城農芸学院                     | 茨城県牛久市久野町1722-1         | 第一種、第五種                         |
| 水府学院                         | 茨城県東茨城郡茨城町駒渡1084-1   | 第一種、第五種                         |
| 喜連川少年院                     | 栃木県さくら市喜連川3475-1       | 第一種、第五種                         |
| 赤城少年院                       | 群馬県前橋市上大屋町60           | 第一種、第五種                         |
| （榛名女子学園）                 | 群馬県北群馬郡榛東村新井1027-1   | 第一種、第二種、第四種、第五種         |
| 八街少年院                       | 千葉県八街市滝台1766             | 第一種、第五種                         |
| 多摩少年院                       | 東京都八王子市緑町670            | 第一種、第五種                         |
| 東日本少年矯正医療・教育センター | 東京都昭島市もくせいの杜2-1-3    | 第一種、第二種、第三種、第四種、第五種 |
| （愛光女子学園）                 | 東京都狛江市西野川3-14-26        | 第一種、第五種                         |
| 久里浜少年院                     | 神奈川県横須賀市長瀬3-12-1       | 第一種、第二種、第四種、第五種         |
| 新潟少年学院                     | 新潟県長岡市御山町117-13         | 第一種、第五種                         |
| 有明高原寮                       | 長野県安曇野市穂高有明7299       | 第一種、第五種                         |
| 駿府学園                         | 静岡県静岡市葵区内牧118          | 第一種、第五種                         |
| 湖南学院                         | 石川県金沢市上中町ロ11-1         | 第一種、第五種                         |
| 瀬戸少年院                       | 愛知県瀬戸市東山町14             | 第一種、第五種                         |
| 愛知少年院                       | 愛知県豊田市浄水町原山1          | 第一種、第五種                         |
| 豊ケ岡学園                       | 愛知県豊明市前後町三ツ谷1293     | 第一種、第五種                         |
| 宮川医療少年院                   | 三重県伊勢市小俣町宮前25         | 第一種、第二種、第五種                 |
| 京都医療少年院                   | 京都府宇治市木幡平尾4            | 第三種、第四種、第五種                 |
| 浪速少年院                       | 大阪府茨木市郡山1-10-17          | 第一種、第五種                         |
| （交野女子学院）                 | 大阪府交野市郡津2-45-1           | 第一種、第二種、第四種、第五種         |
| 和泉学園                         | 大阪府阪南市貝掛1096             | 第一種、第五種                         |
| 泉南学寮                         | 大阪府阪南市貝掛1096             | 第一種、第五種                         |
| 加古川学園                       | 兵庫県加古川市八幡町宗佐544      | 第一種、第五種                         |
| 播磨学園                         | 兵庫県加古川市八幡町宗佐544      | 第一種、第五種                         |
| 奈良少年院                       | 奈良県奈良市秋篠町1122           | 第一種、第二種、第四種、第五種         |
| 岡山少年院                       | 岡山県岡山市南区箕島2497         | 第一種、第五種                         |
| 広島少年院                       | 広島県東広島市八本松町原11174-31 | 第一種、第五種                         |
| （貴船原少女苑）                 | 広島県東広島市八本松町原6088     | 第一種、第二種、第五種                 |
| （丸亀少女の家）                 | 香川県丸亀市中津町28             | 第一種、第二種、第五種                 |
| 四国少年院                       | 香川県善通寺市善通寺町2020       | 第一種、第五種                         |
| （筑紫少女苑）                   | 福岡県福岡市東区大字奈多1302-105 | 第一種、第二種、第五種                 |
| 福岡少年院                       | 福岡県福岡市南区老司4-20-1       | 第一種、第五種                         |
| 人吉農芸学院                     | 熊本県球磨郡錦町木上北223-1      | 第一種、第五種                         |
| 中津少年学院                     | 大分県中津市加来1205             | 第一種、第二種、第五種                 |
| 大分少年院                       | 大分県豊後大野市三重町赤嶺2721   | 第一種、第二種、第五種                 |
| 沖縄少年院                       | 沖縄県沖縄市山内1-13-1           | 第一種、第五種                         |
| （沖縄女子学園）                 | 沖縄県沖縄市山内1-14-1           | 第一種、第二種、第四種、第五種         |

施設名が1字下がっているのは分院でありその上の施設の上の欄にあるのはその本院になる。（）書きは女子収容施設。
また、2025年3月末で愛知県にある豊ケ岡学園は、同県内にある瀬戸少年院に機能が集約される形で廃止される予定である。
- 少年院一覧
- 少年院及び少年鑑別所組織規則  (平成13年法務省令第4号)
- 少年院種類表 （平成27年法務省告示第299号）

## 関連文献
- 広田照幸・古賀正義・伊藤茂樹 編『現代日本の少年院教育　質的調査を通して』名古屋大学出版会。ISBN 978-4-8158-0705-4。
- 少年の社会復帰に関する研究会 編『社会のなかの「少年院」　排除された子どもたちを再び迎えるために』作品社、2021年11月。ISBN 978-4-86182-873-7。